# Église Saint-Samson de Plumetot
L'église Saint-Samson de Plumetot est une église catholique située à Plumetot, en France.

## Localisation
L'église est située dans le département français du Calvados, sur la commune de Plumetot.

## Historique
L'édifice date du XIIIe et entre le XIIe et le XVIIIe selon le site de la Fondation du patrimoine.
Des fragments d'appareil en arête-de-poisson donnent à l'édifice un caractère roman.
Le chœur et une chapelle sont datables du XIVe. Les voûtes portent des décors du XVe - XVIe. D'autres datent le chœur du XIIIe.
Le retable est installé au XVIIe et une voûte en plâtre au XVIIIe. L'horloge est installée sur le clocher en 1891.
Des restaurations importantes ont lieu sur l'édifice dans les années 1960.
L'édifice est inscrit au titre des monuments historiques le 16 mai 1927. Au début du XXIe des désordres structurels rendent nécessaires des travaux pour un montant total estimé début 2016 à 362 000 € et une première tranche fixée à 130 000 €.

## Description
Dans le chœur se trouvent deux belles clés de voûte et une piscine à arc trilobé.
Le clocher est couvert en bâtière et pourvu de contreforts.
L'église possède un retable de la fin du règne de Louis XIV pourvu de colonnes torses et une annonciation du début du XIXe.

## Galerie

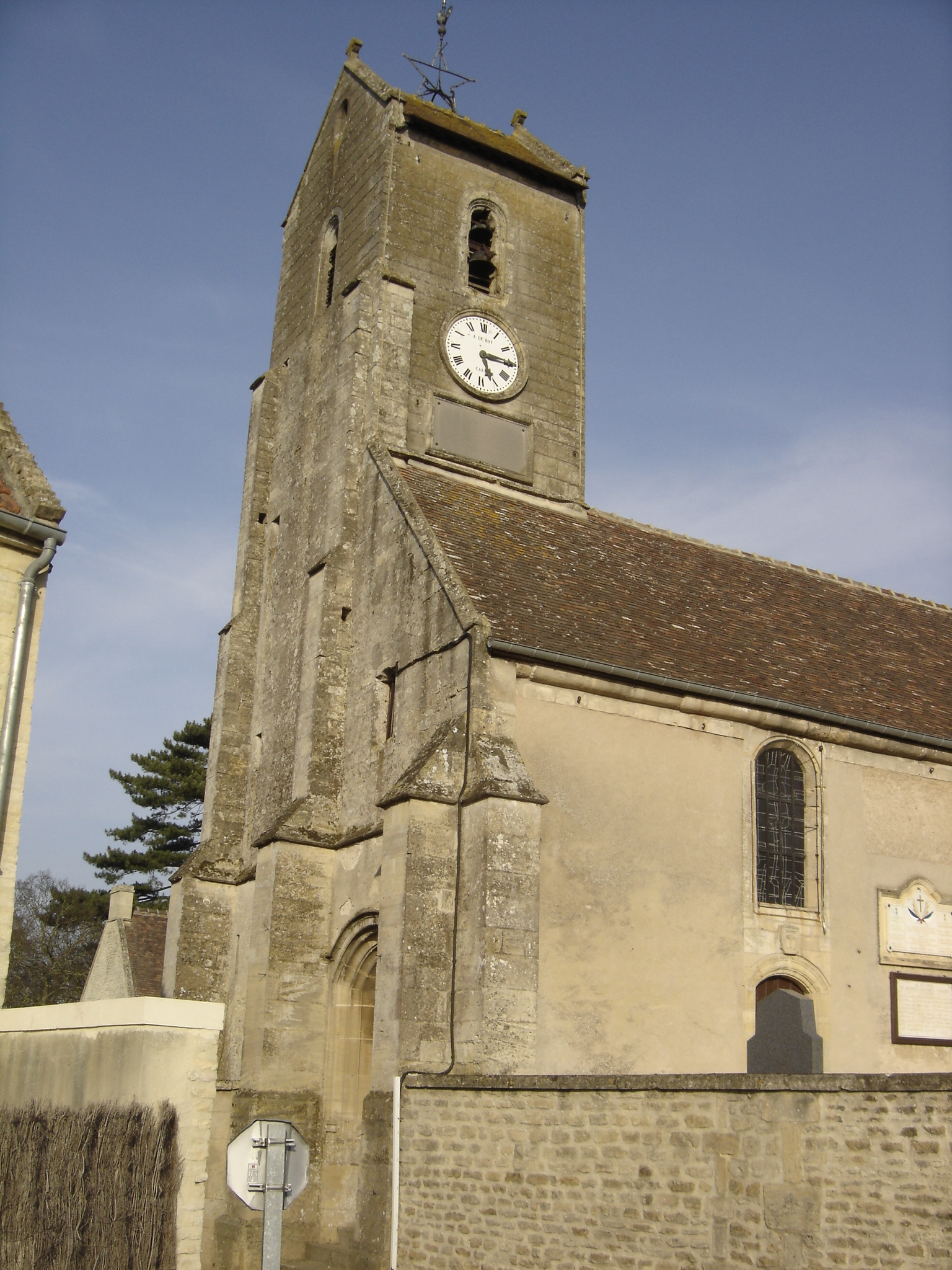
Autre vue extérieure.
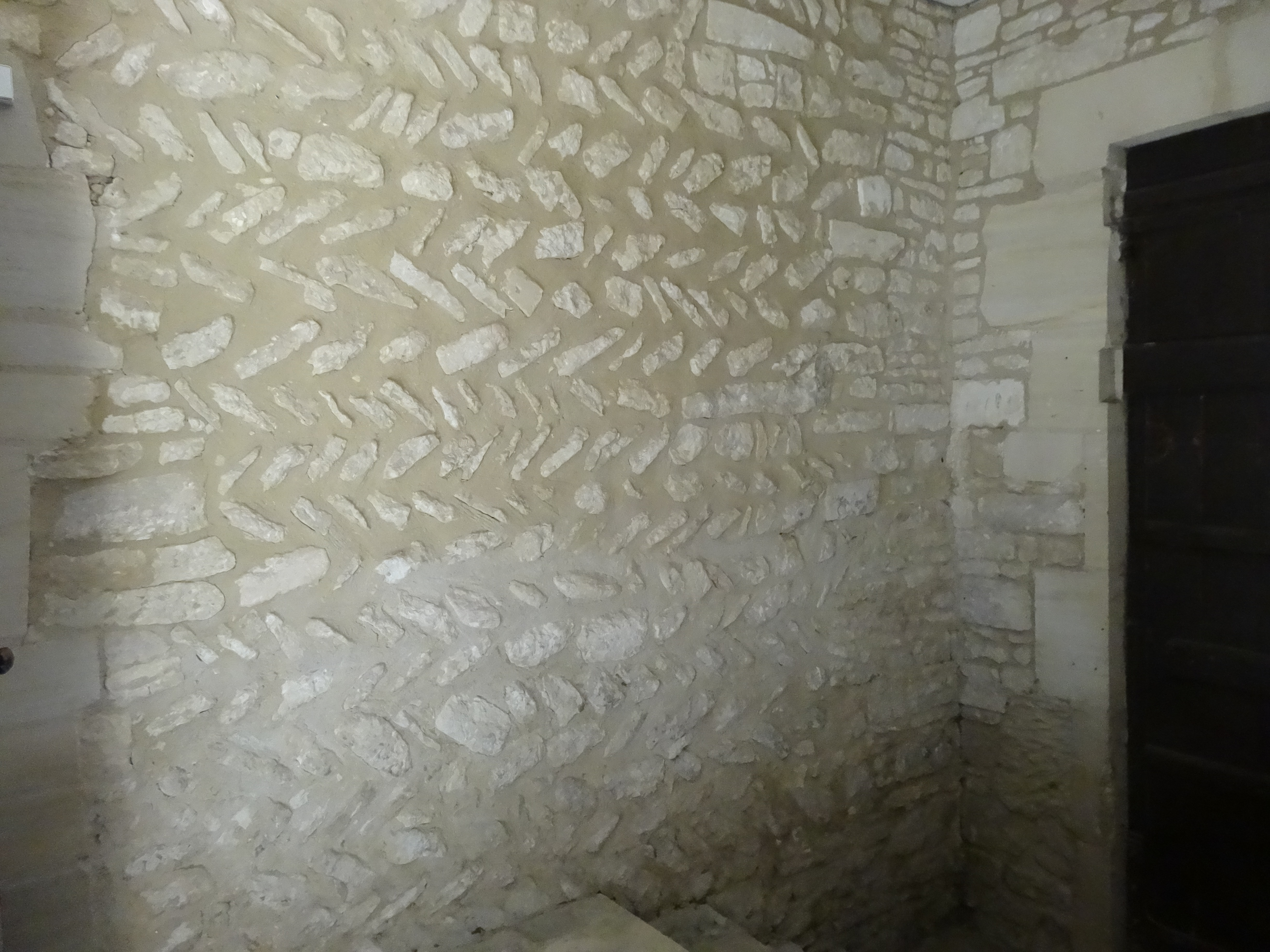
Mur sud en arête-de-poisson.
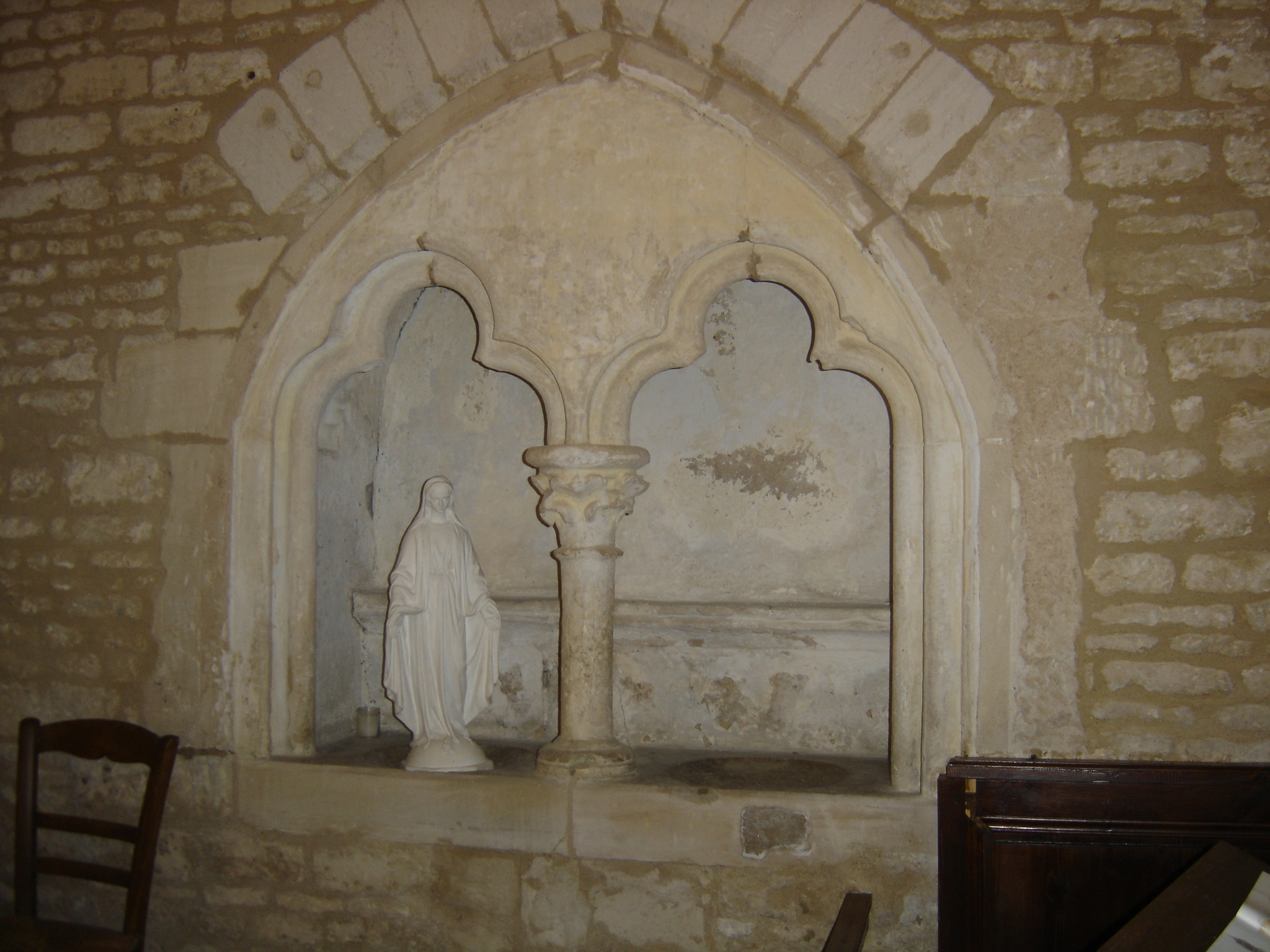
Piscine sacerdotale.
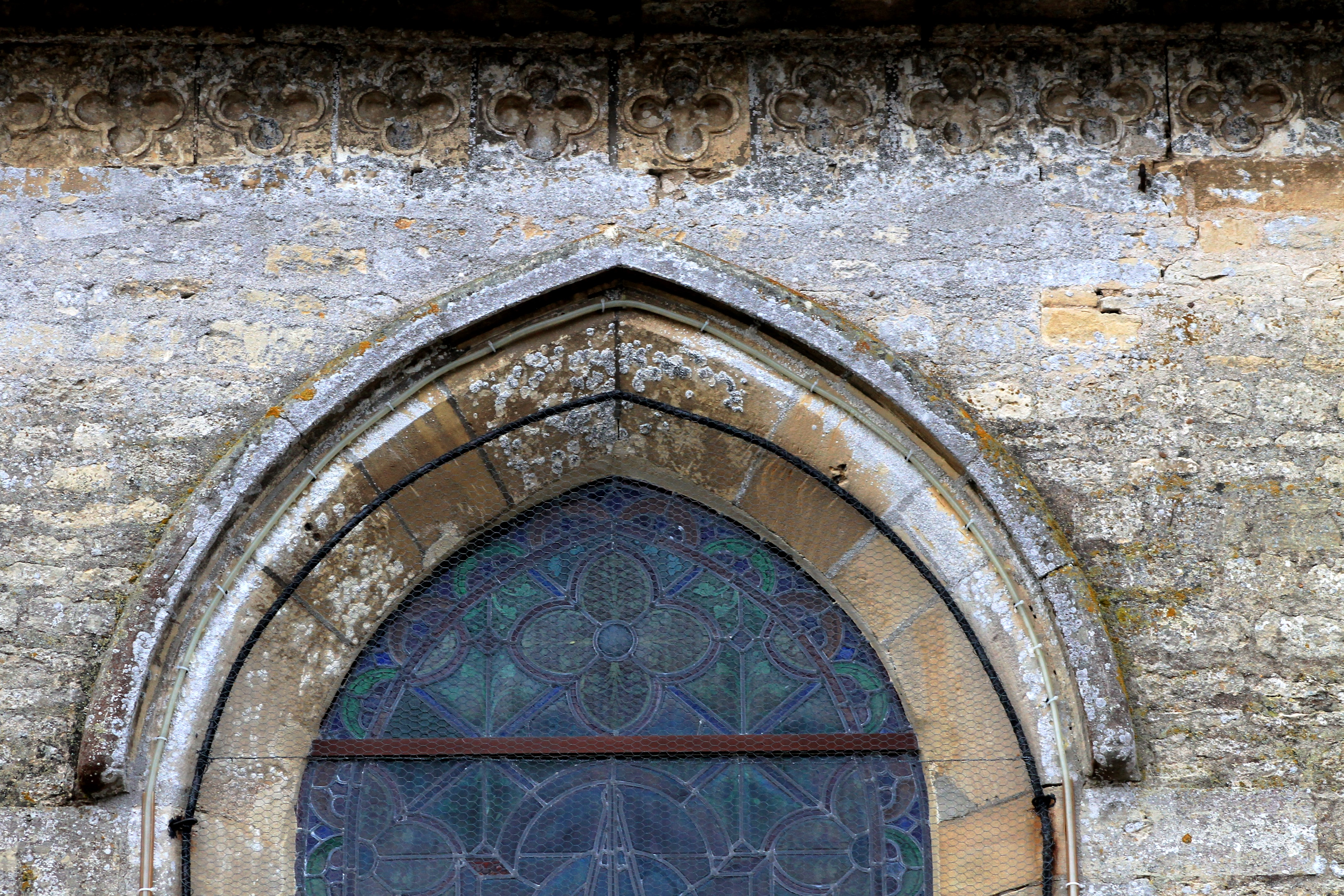
Fenêtre et frise de quadrilobes.
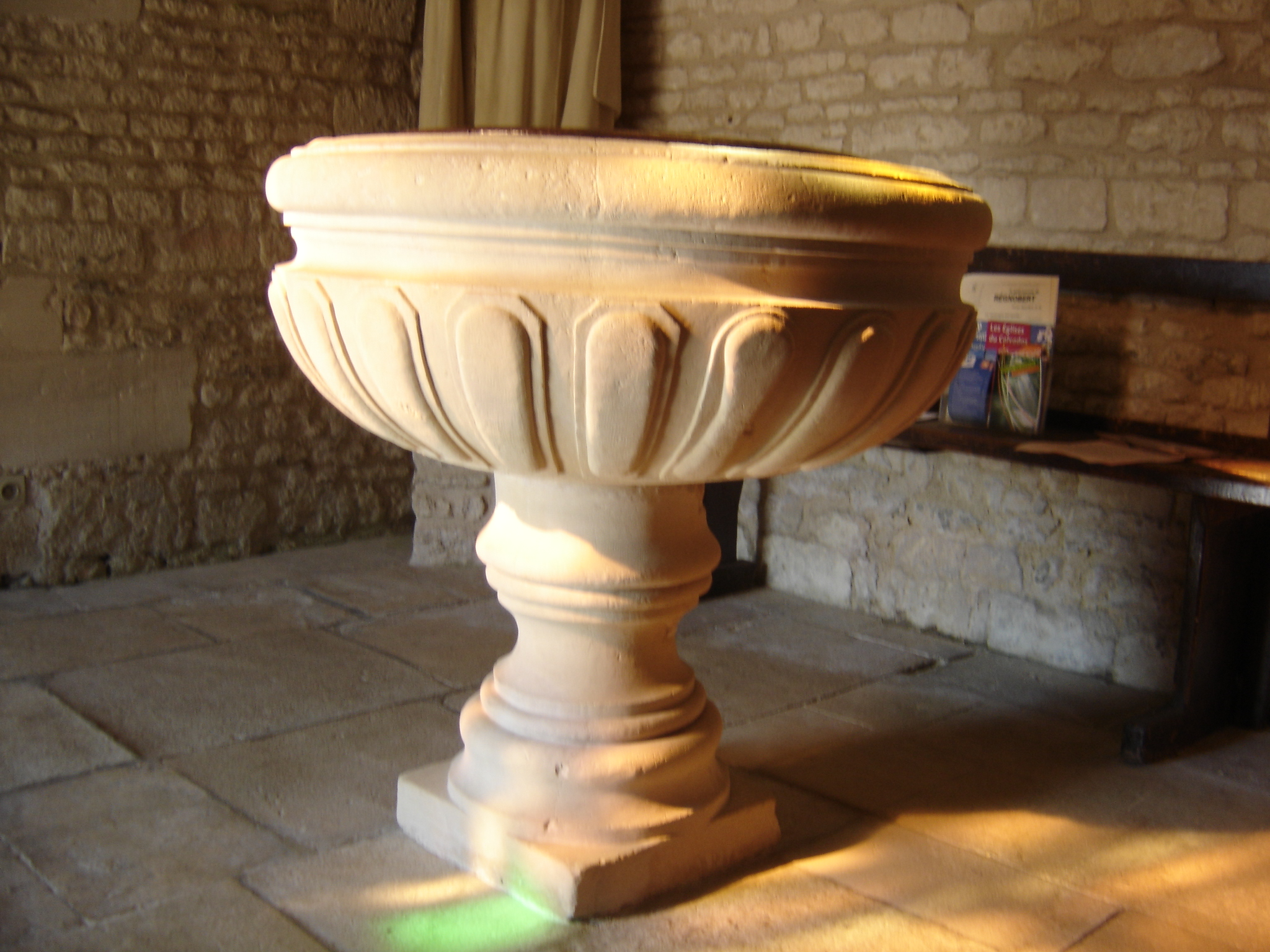
Fonts baptismaux du XVIIIe siècle.